# Silke Schmidt
Silke Schmidt (* 7. August 1959 in Mettmann) ist eine deutsche Literaturübersetzerin und Leichtathletin.

## Leben
Silke Schmidt, geboren in Mettmann, studierte Romanistik an der Bergischen Universität Wuppertal. Nach verschiedenen Stationen in Deutschland, Österreich und den Niederlanden lebt sie seit 1999 im niederländischen Leiden.